# 마미손과 친구들
마미손과 친구들은 2019년에 데뷔한 힙합 그룹이다. 래퍼 매드클라운이 마미손이라는 예명으로 활동했다.

## 음반
- 중등래퍼 (2019.3.23)
- 중등래퍼 (2019.3.30)
- 마미손과 친구들 (2019)
- 존나뻥 (2019)